# Restaurante A Regaleira

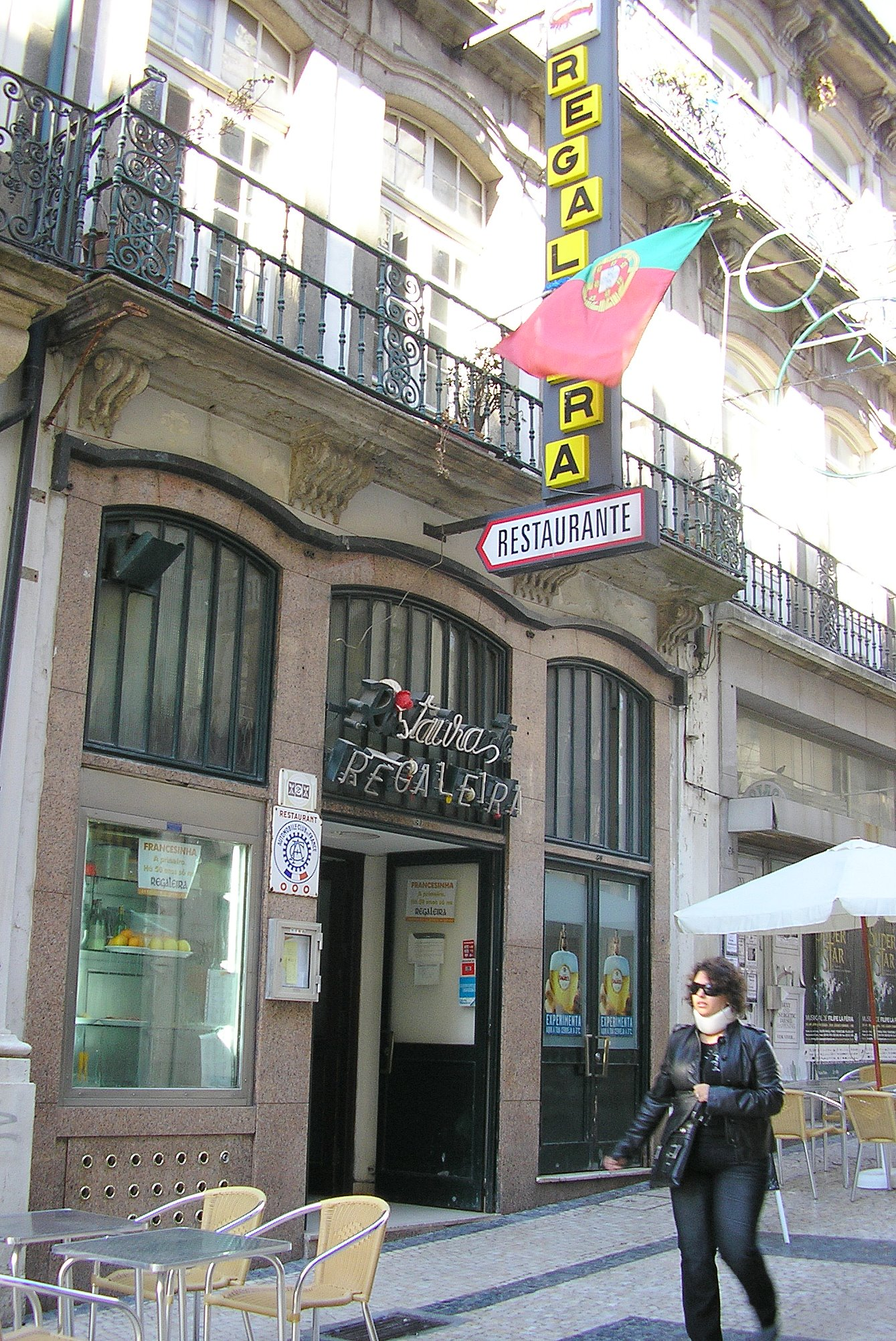
"A Regaleira" na Baixa do Porto.

A Regaleira foi um restaurante da cidade do Porto, Portugal, conhecido por ter sido o local onde foi criada a francesinha.[carece de fontes?] Localizava-se na Rua do Bonjardim, freguesia de Santo Ildefonso.
Fundada em 1934 e gerida sempre pela mesma família, esta casa ainda entrou na lista de estabelecimentos classificados como "Porto de Tradição", criada pela autarquia para proteger os negócios mais antigos sobretudo da pressão imobiliária, mas isso não impediu o fecho de portas e o despedimento dos 12 funcionários.
Foi na Regaleira, em 1952, que Daniel David Silva, emigrante regressado da França e da Bélgica, criou a francesinha com base na tosta francesa, ou croque-monsieur, acrescentando-lhe um molho de cobertura, o "segredo" do petisco.
A sanduíche, criada por Daniel David Silva, foi considerada, em 2011, uma das melhores sanduíches do Mundo.
O restaurante encerrou em 31 de maio de 2018 na sequência do acordo para a revogação do contrato de arrendamento e com o proprietário a vender o edifício –, que se situa a entrada e a área da receção de um novo hotel da cidade do Porto.
A Regaleira reabrirá a poucos metros de distância, no mesmo edifício do hotel. Os dois estabelecimentos serão totalmente independentes, em termos de investimento e funcionamento.

## Especialidades
- Francesinha
- Açorda de marisco
- Arroz de polvo
- Grão-de-bico à Regaleira
- Cozido à portuguesa
- Tripas à moda do Porto